# مگس‌گیر سینه‌قهوه‌ای
مگس‌گیر سینه‌قهوه‌ای یا مگس‌گیر لایارد (نام علمی: Muscicapa muttui) یک پرنده گنجشک‌سان کوچک از خانواده مگس‌گیران (Muscicapidae) است. این گونه در شمال شرقی هند، مرکزی و جنوبی چین و شمال برمه و تایلند تولیدمثل می‌کند و به جنوب هند و سری‌لانکا مهاجرت می‌کند. حشرات را در زیر سایه‌بان جنگل، اغلب نزدیک به کف جنگل جستجو می‌کند.
صدای معمولی بسیار ضعیف tseet تنها در فاصله نزدیک قابل شنیدن است یا مجموعه‌ای از نت‌های chi-chi-chi-chi که با یک chit-chit ضعیف پایان می‌یابند.